# Park Royal (métro de Londres)
Pour le quartier, voir Park Royal.
Park Royal est une station de la Piccadilly line du métro de Londres, en zone 3. Elle est située quartier Park Royal, dans les Boroughs londoniens  de Brent et d'Ealing.